# Дзендзелівка
Дзендзелі́вка (до 2025 — Дзензелівка) — село в Україні, в Маньківській селищній громаді Уманського району Черкаської області. Розташоване на обох берегах річки Маньківка (притока Кищихи) за 7 км на захід від селища Маньківка, за 6 км від автошляху М05 та за 14 км від залізничної станції Поташ. Населення становить 1 648 осіб (станом на 1 січня 2005 р.).

## Назва села
1830 року село згадується під назвою Зензелівка, 1832 та 1864 року — Дзендзелівка, Дзензелівка, Дзенгелівка. Остання назва вважалась офіційною до 1969 року, коли її було замінено на Дзензелівка. Три місяці, травень — липень 1945 року, село носило назву — Кочубіївка. Походження назви Дзензелівка не з'ясоване. За однією з версій назва походить від прізвища польського пана Дзензеля, за іншою — від німця Дзенгеля. Однак в архівах таких прізвищ не виявлено. Найбільш імовірно назва походить від прізвища першого поселенця, можливо козака. Наприклад козак війська Богдана Хмельницького Пилип Дзедзуленко. Інші версії виводять назву від дзендзелика — тобто струмочка, від дзенгеля (Archangelica officinalis) — рослини родини зонтичних заввишки 120 — 200 см, яка поширена в лісостепу у вільшняках, поблизу водойм, на лісових луках. У народі побутує й інша давня назва села — Кліщівка. Її походження теж має кілька версій. За однією — село колись було оточене з усіх боків дубовим лісом, наповненим кліщами. За іншою версією — при небезпеці жителі ховались в лісі в двох ярах, які сходились в один і нагадували кліщі. Місце було зручне, безпечне, і жителі там затримувались довше, навіть коли небезпека минала. Доречно тут згадати і слово «одкліщини» (тобто відокремлення) — церемонія посвяти в кобзарі після навчання. Цікавою є ще одна назва Ліщіневська зафіксована в метриці села Дзензелівки за 1764 — 1800 роки. Пізніше ця назва була закреслена і замінена на Зензелівка.

## Історія

### Археологічні знахідки
На території села та за його межами виявлено пам'ятки історії різних часів, а саме: кургани скіфської доби; «козацька фортеця»; гайдамацькі озера, викопані повстанцями перед наступом на Умань; залишки маєтку пана Дяківського — так званий «Дяківський хутір», облаштований у 1770 році (зруйнований 1880 року), місце зведення козацької сторожової вежі (зруйнована в 1929 році в період колективізації). У 1956 році знайдено скарб — тисячі польських монет першої половини XVII століття. На околиці села, на Тимошевій горі, виявлено сліди поселень трипільської культури.

### Заснування села
В «Історії міст і сіл УРСР» написано: «село відоме з першої половини XVIII століття», без посилання на будь-які документи. Ймовірно, без посилання на будь-які документи, село засноване до 1650 року. В цей час ця територія була густозаселена. Чисельність сотень Уманського полку в війську Богдана Хмельницького була найбільшою. Іншим фактором, що сприяв заселенню, було вигідне розташування села. Воно схоже на географічне положення сусіднього села Кищенці. В 1655 році Кищенці називали містом, воно мало фортецю (замочок) де в скрутний час перебувало 10 тис. жителів.
Село відоме з 1763 року в зв'язку з наданням місцевій парафії фундушевої грамоти, і протягом віків воно йменувалося по-різному: Зензельовка — Зенгалевка — Зензелівка — Дзензелевка — Дзегелівка — Дзензелівка.
У книзі «Сказания о населённых местностях Киевской губернии» (1864 року) Л. І. Похилевича сказано, що Дзендзелівка село в 6 верстах від Маньківки, а всього мешканців 1269. Церква Параскевська, дерев'яна, збудована 1764 року; землі має 35 десятин. 
У 1775 році на новому місці зведена всім селом Зензелівки церква святої великомучениці Параскеви, забрана з православ'я до унії 1768 року. На той час тут був 131 двір, а 1783 — 121 двір і 817 чоловіків та жінок. Важливий вплив на розвиток села мало скасування кріпацтва 1833 року, внаслідок конфіскації земель села Дзензелівки, які належали Олександру Потоцькому і передачі їх спочатку до Міністерства фінансів, а потім (1836 року) у Військове управління.
Навесні 1826 року поширилась чутка, нібито в селі об'явився син Івана Гонти й наказує панам віддати землю бідним. Справді, 3 квітня того ж року в Дзензелівку приїхав царський флігель-ад'ютант Семенов, представився сином Ґонти та й почав оголошувати селян вільними від виконання ними всяких кріпосних повинностей. У цей час заворушення охопили села Іваньки, Соколівку, Романівку та Мошурів.
«Флігель-ад'ютанта» жандарми викрили: це був рядовий солдат Дніпровського полку Олексій Семенов, який перебував у відпустці, і, вирішив використати своє посвідчення як імператорський Указ та став «каламутити воду» — підбивати сільчан до непокори, аж допоки його не заарештували. Але «вільного духу» дзензелівчанам Олексій таки приніс надовго.
У 1864 році дослідник краю Лаврентій Похилевич так занотував про це поселення:
|  | Дзензелевка, село в 6-ти верстах от Маньковки, при вершинах того же ручья. Жителей обоего пола 1269. Церковь Параскевская, деревянная, построена 1764 года, земли имеет 35 десятин. В жалованье причту назначено 180 рублей. |

### Ощадно-позичкове товариство
Найвизначнішою і унікальною подією в історії Дзензелівки було створення в селі 1 липня 1895 року Ощадно-позичкового товариства. А його діяльність справила могутній вплив на економічний, культурний, освітній розвиток села.  1910 року кооператив вже об'єднував 5000 засновників і обслуговував 144 населені пункти. Сукупний капітал установи становив 450 тис. крб., сума вкладів 280 тис. крб. Товариство видавало позики на купівлю і оренду землі, придбання худоби, сільськогосподарських машин і реманенту, будівництво господарських споруд тощо. З 1895 по 1910 роки Дзензелівським кооперативом було видано кредитів на суму майже 3 млн крб. Поряд з кредитними операціями, товариство активно займалось виконанням посередницьких функцій. Кооператив мав товарний склад (зберігся до наших днів), з якого йшла реалізація сільськогосподарського реманенту, посівного насіння, добрив, бляхи. Протягом 1911 року товариство продало товарів майже на 40 тис. крб. На цей час (за підрахунками В. Ф. Тотоміанца) Дзензелівське Ощадно-позичкове товариство, за основними показниками своєї роботи, посідало третє місце серед кредитних кооперативів Російської імперії. Напередодні Першої світової війни в приміщенні Ощадно-позичкового товариства було встановлено перший в селі телефон. У цей же період приміщення товариства і центр села освітлювались електричною енергією. Значної уваги товариство надавало організації кооперативного збуту зерна закуповуючи його в селян і продаючи великими партіями. Дзензелівське ощадно-позичкове товариство було одним із перших кооперативів Російської імперії, який розпочав операції зі збуту цукрових буряків. Такі посередницькі операції були дуже вигідні селянам. Помітну роль відіграло Дзензелівське Ощадно-позичкове товариство в започаткуванні союзного будівництва Української кооперації. Серед союзних об'єднань кредитних кооперативів найавторитетнішим був Київський союз установ дрібного кредиту, або, як його коротко називали, «Союзбанк». З 1907 по 1911 роки Київський «Союзбанк» працював в Дзензелівці. Для цього було збудовано спеціальне приміщення, зараз це будинок культури. Поступово «Союзбанк» перетворився на потужний фінансово-кредитний кооперативний центр Київщини. Так 1912 року «Союзбанком» було продано сільським господарствам краю більш як 1500 плугів, 310 сівалок, 125 борін, 118 культиваторів, 64 соломорізки, 57 жаток і снопов'язалок, 48 віялок. Крім цього, Союз постачав селянам бляху, цемент, цвяхи, дерево, фарбу та інші товари. За посередництвом «Союзбанку» здійснювалась і купівля землі. Київський «Союзбанк» був лідером серед кредитних кооперативних союзів України. В грудні 1913 року його було прийнято до лав Міжнародного сільськогосподарського кооперативного союзу. Серед кооперативних установ Російської імперії такої честі удостоїлися лише дві — «Союзбанк» і Московський народний банк. Визначну роль відіграли кооперативні установи і в розвитку освіти села. Ще 1905 року на кошти Ощадно-позичкового товариства в Дзензелівці було відкрито однокласне приходське училище (приміщення не збереглось), яке до 1911 року підвищило свій статус до чотирикласного. 1912 року, коштом «Союзбанку», у Дзензелівці було збудовано шкільний комплекс з трьох приміщень (всі збереглись): приміщення училища (і зараз зветься «Вища школа», тут розташований районний краєзнавчий музей), приміщення для директора (на 2 квартири, тут розташований районний краєзнавчий музей), приміщення для проживання вчителів (зараз не зайняте і руйнується).

### XX століття
У 1900 році село Дзензелівка Маньківської волості мало 437 дворів; число мешканців: чоловіків — 1235, жінок — 1180. У селі діяли церква, церковно-приходська школа, водяний млин та 8 вітряків. Ставок належав власниці — Журавлисі.
У 1905 році Дзензелівка відносилася до Маньківської волості Уманського повіту Київської губернії, у землекористуванні населення було 3039 десятин; на той час тут було 474 двори.

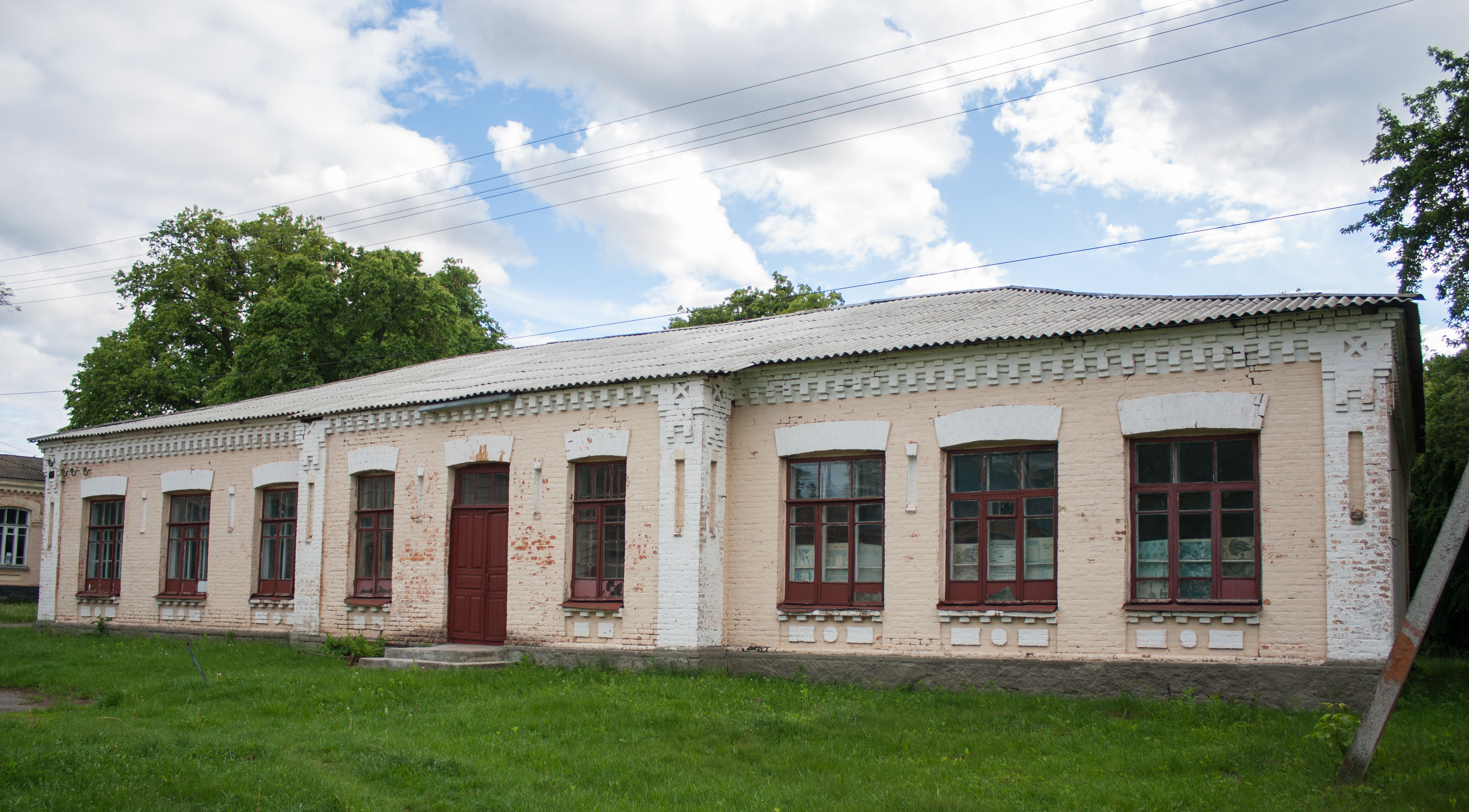
Будівля земської школи (1913р.)

У 1913 році тут мешкало 2268 осіб; діяло: чотирикласне міське училище, двокласне училище та земська однокласна школа. Продажем та виробництвом товарів і послуг займалися винна лавка № 490 та три магазини «Бакалія». 1913 року було збудовано приміщення земського училища (збереглось до наших днів, зветься «Земська школа», зараз тут майстерні загальноосвітньої школи). Для цього використали кошти, що були винагородою за вилучену в селян, під будівництво державної залізниці, землю. 1914 року приходське училище отримало статус вищого початкового училища. Тут викладалися також дисципліни для підготовки спеціалістів кооперації і банківської справи.

У 1914 році відкрито церковнопарафіяльну школу на чотири класи та квартиру для вчителя. Згодом вона стала земського підпорядкування. Вчителювали у післявоєнний період — Г. С. Глащинська, М. П. Мізецька, Н. Д. Руденко, які не тільки вчили дітей, але й організовували для дорослих творчі вечори відпочинку, на яких читали твори Т. Шевченка, співали українські народні пісні. На кінець 1914 року Дзензелівка мала потужній шкільний комплекс з високим рівнем освіти із залученням висококваліфікованих викладачів. Зокрема хоровий спів викладав П. Д. Демуцький. Навчалися в Дзензелівці не тільки місцеві учні, а й діти з усієї округи. Зокрема, відомий радянський драматург О. Є. Корнійчук. Ось що писала уманська газета «Вісті» 1920 року, коли драматичний театр Леся Курбаса перервав виступи в Умані і на запрошення дзензелівської громади приїхав в Дзензелівку:
|  | Трупа Київського драматичного театру перервала на кілька днів виступи в Пролетарському театрі і виїхала в село Дзензелівку. Дзензелівка — це одне із найкращих сіл на Вкраїні… |

Такий злет Дзензелівки відбувся завдяки невтомній праці двох найвидатніших осіб в історії Дзензелівки: Олександр Давидович Черненко і Христофор Антонович Барановський.
У 1923 році створено колгоспи «Комунар» і «Пролетар», які в 1930 ропі об'єдналися в колективне господарство. До 1937 року колгоспниками закладено сад на площі 160 гектарів та виноградник на площі 10 гектарів, зведено виноробку, плодосушилку, оранжерею з вирощування квітів, збудовано приміщення соціального спрямування тощо.
У 1940 році в селі нараховувалося 253 двори. 16 лютого 1948 року сільгоспвиробникам колгоспу: ланковій Надії Василівні Михайленко, бригадирам — Іванові Наумовичу Чернезі та Василю Федоровичу Лебедю присвоєно звання Героя Соціалістичної Праці за вирощування та збір цукрових буряків урожаю 1947 року.
330 мешканців села брали участь у Другій світовій війні, з них 163 нагороджені орденами і медалями. 159 сільчан загинули в боях, на їх честь 1959 року споруджено обеліск Слави. В 1951 році на братській могилі поновлено пам'ятник.
26 лютого 1948 року голові колгоспу «Зоря комунізму» Панасові Григоровичу Левченку присвоєно звання Героя Соціалістичної Праці. Колгосп мав в користуванні 2835 га сільськогосподарських угідь, у тому числі 2460,1 га орної землі. Господарство вирощувало зернові і технічні культури, було розвинуте м'ясо-молочне тваринництво. Станом на 1972 рік тут працювали механічна майстерня, пилорама, млин, виноробня, міжколгоспний цегельний завод, споруджений 1968 року, сортувальна дільниця Черкаської сільськогосподарської дослідної станції. В 1970 році господарству присвоєне звання колгоспу високої культури землеробства.
На той час в селі працювали середня школа, де навчалось понад 500 дітей і працювало 39 вчителів, будинок культури на 475 місць, бібліотека з фондом 16,3 тисяч книг, медичний пункт, пологовий будинок, дитячий садок, побутовий комбінат, магазини промислових, продовольчих і господарських товарів, відділення зв'язку, ощадна каса, стадіон, Парк ім. Прокопа Макаренка.
Радянська влада остаточно була встановлена в селі 1920 року. 1923-го був створений перший колгосп «Комунар». Надалі були створені ще два колгоспи «Зірка» і «Пролетарій» та кілька ТСОЗів. 1929 року все село об'єдналось в один колгосп ім. Сталіна. 1961 року колгосп ім. Сталіна було перейменовано в колгосп «Зоря комунізму». Маючи потужну базу, створену Ощадно-позичковим товариством і «Союзбанком», з 1929 по 1937 роки колгосп завдяки невтомній праці дзензелян створив міцне підґрунтя для його подальшої слави в радянській системі господарювання. Провідними галузями, притаманними для нашої місцевості були: зернове виробництво, буряківництво, тваринництво (конеферма, молочнотоварна ферма, свиноферма, вівцеферма).
В період будівництва соціалізму і комунізму жертви дзензелян були такими: — революція і громадянська війна — відомостей немає; — колективізація і розкуркулення — понад 30 найзаможніших селян (в тому числі з сім'ями) були розкуркулені, частина з них вивезені до Сибіру, де майже всі загинули; — в 1932 — 1933 роках під час голодомору загинуло понад 500 дзензелян. Імена 505 загиблих встановлені.25 1990 року на місці масових поховань споруджено пам'ятник жертвам голодомору; — в 1936 — 1937 роках понад 30 дзензелян було репресовано, майже всі загинули; — за роки другої світової війни (1939 — 1945 р.р.) загинуло 258 дзензелян, як мирних жителів так і військових.26 В братській могилі села поховано 135 військовослужбовців, які загинули в боях за село. Імена 61 з них не відомі.27 Здебільшого це бійці штрафного батальйону. В 1951 році на братській могилі споруджено пам'ятник.
У 1946 році головою колгоспу став Левченко Панас Григорович. Завдяки його господарській вдачі і організаторським здібностям керований ним колгосп протягом 20 років підтримував і примножував славу Дзензелівки. Швидко було відновлено зруйноване війною господарство і вже в 1947 році колгосп одержав рекордні врожаї зернових культур. За цей трудовий подвиг п'яти дзензелянам в 1948 році було присвоєно звання Героя Соціалістичної Праці. Це:
- Левченко Панас Григорович (1.12.1904 — 6.11.1974) — голова колгоспу, за виняткові заслуги перед державою, що виразились в одержанні в 1947 році урожаю пшениці по 32,4 ц/га на площі 45,63 гектара. Указ від 16.02.1948 року. В 1950 році нагороджений другим Орденом Леніна.
- Лебідь Василь Федорович (14.05.1905 — 30.03.1979) — бригадир колгоспу, за одержання урожаю пшениці по 33,7 ц/га на площі 18,8 гектара. Указ від 16.02.1948 року. В 1950 році нагороджений Другим орденом Леніна.
- Мальований Прокіп Йосипович (14.05.1903 — 16.11.1988) — бригадир тракторної бригади Потаської МТС, за урожай пшениці по 22,27 ц/га на обслуговуваній площі 217 гектарів.
- Михайленко Надія Василівна (7.05.1929 р.нар., проживає в Києві) — ланкова колгоспу, за урожай пшениці по 33,9 ц/га на площі 8 гектарів.
- Чернега Іван Наумович (24.06.1903 — 13.05.1980) — бригадир колгоспу, за одержання урожаю пшениці по 33,1 ц/га на площі 18,33 гектари.

В подальші роки багато дзензелян були нагороджені високими нагородами і удостоювалися високих звань, у тому числі:
- Зайчук Таїсія Григорівна (14.10.1924 р.нар., проживає в Дзензелівці) — з 1955 по 1971 роки головний агроном колгоспу ім. Хрущова (пізніше ім.. Мічуріна) с. Нестерівка, Маньківського р-ну, з 1971 по 1979 роки голова колгоспу "Зоря комунізму с. Дзензелівка, — в 1958 році нагороджена орденом Леніна, в 1965 присвоєно звання «Заслужений агроном УРСР», в 1971 році нагороджена другим орденом Леніна.

Орденом Леніна нагороджені:
- Груша Микита Іванович (1895 — 20.05.1987) бригадир колгоспу ім. Сталіна в 1951 році;
- Дишлюк Євген Захарович (15.12.1918 р. нар., проживав у Дзензелівці) старший агроном Поташської МТС, Маньківського району в 1948 році;
- Забейда Антоніна Василівна (26.03.1922 р. нар., в 1950-х роках вибула в Миронівку) ланкова колгоспу ім. Сталіна в 1948 році;
- Лук'янчук (зараз Гоменюк) Марія Володимирівна (14.02.1926 р.нар., проживає в Дзензелівці) ланкова колгоспу ім. Сталіна в 1948 році;
- Макаренко Домка Михайлівна (1916 — 16.05.1994) ланкова колгоспу «Зоря комунізму» в 1971 році;
- Михайленко Григорій Іванович (15.08.1903 — 30.01.1986) бригадир колгоспу ім. Сталіна в 1948 році;
- Переполка Михайло Васильович (18.11.1929 — 12.01.2006) дистанційний майстер райдорвідділу смт. Маньківка в 1971 році. В 1970 році йому присвоєно звання «Заслужений будівельник УРСР».
- Салій Поліна Герасимівна (22.01.1912 — 15.12.1996) ланкова колгоспу ім. Сталіна в 1948 році;
- Сидоров Микола Петрович (18.05.1890 — 10.10.1972) заступник директора Дзензелівської школи в 1953 році. В 1954 році йому присвоєно звання «Заслужений вчитель школи УРСР».
- Чорнописький Артем Іванович (9.10.1919 — 18.09.1991) тракторист Потаської МТС Маньківського району в 1948 році.

Видатних успіхів досяг дзензелянин Груша Анатолій Микитович (10.09.1939 — 8.05.2004) — «Заслужений лікар УРСР», — присвоєно в 1991 році; — доктор медичних наук — вчена ступінь присуджена в 1995 році; — дійсний член Української академії наук національного прогресу — звання присвоєно в 1998 році.
Високе звання «Заслужений вчитель України» присвоєно в 2005 році дзензелянці Левченко Аллі Валеріївній (28.04.1971 р. нар.), вчителю музики Маньківської ЗОШ І-ІІІ ст. № 1.

## Населення
Згідно з переписом УРСР 1989 року чисельність наявного населення села становила 1858 осіб, з яких 799 чоловіків та 1059 жінок.
За переписом населення України 2001 року в селі мешкали 1724 особи.

### Мова
Розподіл населення за рідною мовою за даними перепису 2001 року:
| Мова       | Відсоток |
| ---------- | -------- |
| українська | 97,75 %  |
| російська  | 2,02 %   |
| білоруська | 0,12 %   |

## Економіка
На базі колишнього колгоспу 8 квітня 2004 року створено ТОВ «Дзензелівське», яке орендує у власників земельних паїв 1046 га орної землі і 200 га саду. Товариство має 6 виробничих підрозділів: тракторна бригада (12 тракторів, 2 зернозбиральні комбайни та інша техніка); автогараж (7 вантажних автомобілів та інший автотранспорт); механічна майстерня; будівельна бригада (7 працівників); свиноферма (станом на 1 листопада 2006 року, 740 голів свиней); цегельний завод. Середня врожайність озимої пшениці — 41 ц/га, ячменю — 41,2 ц/га.
На базі колгоспного консервного заводу 2005 року створено ТОВ «Златодар», було відремонтовано приміщення, закуплено нове обладнання. Більша частина продукції експортується до Росії, Німеччини, Великої Британії, Австралії, Білорусі, Грузії та інших країн. При заводі мається 30 га землі. Завдяки впровадженню нової технології «крапельне зрошення», вже 2006 року завод виготовляв продукцію з власних овочів.
1999 року в Дзензелівці було створено два сільськогосподарських фермерських господарства: — «Насіння» (32 га) і «Явір» (30,5 га). Керують ними рідні брати Мальовані, Михайло і Анатолій. Станом на 1 листопада 2006 року обидва фермерські господарства мають орендованої землі 653,79 га. Господарства займаються вирощуванням зернових культур (пшениця, ячмінь, горох), технічних культур (цукрові буряки, соняшник, соя). В господарствах працюють 18 постійних працівників і 20-60 сезонних. Середня врожайність озимої пшениці — 55 ц/га, ячменю — 50 ц/га, соняшників — 28 ц/га, сої — 17 ц/га, гороху 27 ц/га. Також на землях Дзензелівки працюють ТОВ «Кищенці» (221 га); 4 сільськогосподарських фермерських господарства на загальній площі 44,1 га; — приватне підприємство на площі 202,7 га.
Маньківська державна сортодослідна станція Міністерства аграрної політики України, заснована 1937 року, займається випробовуванням нових сортів зернових та технічних культур (467,2 га, 30 працівників). Середня врожайність по сортах озимої м'якої пшениці 101—126 ц/га. На базі сортодослідної станції створено елітне насіннєве господарство, яке включено до Всеукраїнського реєстру виробників елітного та оригінального насіння зернових культур.
В приміщенні школи встановлено автоматичну телефонну станцію на 288 номерів (телефонізовано 29 % дворів). Щопонеділка в селі відбувається базар. На території села постійно працюють 4 продуктових магазини, 1 промислових та господарчих товарів, 1 товарів повсякденного попиту. Серед закладів харчування: кафе «Олімп», кафе-бар «Люкс» біля автостради Київ — Одеса, поблизу колишньої корчми. В селі розташовано заготівельний пункт Маньківського районного споживчого товариства.

## Дзензелівський котлобудівельний завод
Дзензелівський котлобудівельний завод було засновано 03 лютого 2009 року.

## Дозвілля
У Дзензелівці діє сільський краєзнавчий музей (загальна площа 706 м², 3878 експонатів, 1 працівник), який було створено 1989 року на кошти колгоспу в приміщенні «Вищої школи». 2004 року він набув статусу районного краєзнавчого музею і йому було передано приміщення директора школи. Після встановлення в селі радянської влади, приміщення Київського Союзбанку було переобладнано в будинок культури. Будинок культури було обладнано технікою для прокату кінофільмів. 1971 року в Дзензелівці було відкрито нову школу розраховану на 476 учнів. Станом на 1 вересня 2006 року в ній навчалося 211 учнів. В школі працюють 30 працівників, з них 21 вчитель. Школа бере участь в проекті «Школа сприяння здоров'ю». 1980 року було відкрито сучасний дитячий садок на 160 дітей. 2002 року через не виконання ремонтних робіт перебування дітей в дитячому садку було заборонено. Він тимчасово перейшов в приміщення школи і може прийняти тільки 35 дітей (8 працівників, з них 5 педагогів). 2006 року в селі була 81 дитина, яка може відвідувати дитячий садок. В селі працює бібліотека (2 бібліотекарі), книгофонд 35340 одиниць. За 2005 рік було 8805 відвідувань. В селі працює фельдшерсько-акушерський пункт (3 працівник).

### Дзензелівські вечори класичної музики
Щороку у Дзензелівці відбувається фестиваль класичної і академічної музики «Дзензелівські вечори класичної музики».
Ініціаторами першого в історії Дзензелівки концерту класичної музики стали студенти Національної музичної академії України імені П. І. Чайковського — Павло Лисий та Орест Смовж. Місцеві жителі та гості села мають нагоду слухати класичну музику наживо, у виконанні молодих професійних музикантів з різних куточків України.
Вечори класичної музики стартували 2010 року. Відтоді щороку кожен наступний фестиваль збирав більше виконавців, а програми концертів ставали інтенсивнішими: 2010 рік — 2 виконавців, 2011 рік — 4, 2012-13 рр. — 10, 2014 р. — 16 виконавців, 2015 рік — понад 20 учасників. Щороку програми концертів складаються із творів, які раніше ще тут не виконували, отже, щоразу слухачі чують унікальну програму з найкращих зразків світового музичного мистецтва.
У фестивалі взяли участь понад півсотні учасників (виконавці, композитори та ін.). Серед них Ігор Єрмак, Альона Декуша, Анастасія Друзюк, Денис Сагіров, Дмитро Пашинський, Дмитро Чоні, Марина Фрідман, Орест Смовж, Павло Лисий, Сергій Василюк, Поліна Сасько, Христина Кульчинська, Максим Мельник, Денис Сагіров, Олеся Бас, Ольга Глінкіна, Борис Логінов, Іван Остапович та ін.
Концерти відбуваються у залі краєзнавчого музею.
У селі зареєстровано два приміщення релігійних громад: адвентисти сьомого дня і православна церква Московського патріархату.

## Дзензелівська сільська рада
Владу в селі здійснювала сільська рада з 6 штатних працівників на чолі з сільським головою, а також 15 депутатів сільради на громадських засадах. Працює в селі громадський помічник дільничного інспектора міліції.
У селі, станом на 2006 рік, зареєстровано 11 осередків політичних партій: Батьківщина, Демократичний союз, Жінки за майбутнє, Народна партія, Народний Союз "Наша Україна", Партії реабілітації народу України, Партія регіонів, Республіканської партії України, Соціалістичної партії, Трудової України, Українська народна партія (1999). Ніякої діяльності ці осередки не проводять, окрім передвиборного періоду.

## Пам'ятки природи
Серед пам'яток природи — віковий дуб (якому більше 200 років) і який занесено в реєстр природно-заповідного фонду, та Дубовий гай (40 дубів, яким більше ста років).

## Відомі люди

#### Народились
- Груша Анатолій Микитович (1939—2003) — український невропатолог.

#### Проживали
- Барановський Христофор Антонович (1874—1941) — міністр фінансів УНР.
- Черненко Олександр Давидович (1864—1921) — один з основоположників кооперативного руху в Україні.

- Костюк Віталій Валерійович (1977—2014) — український військовик, боєць батальйону територіальної оборони «Донбас»[9].

Герої Соціалістичної Праці: В. Ф. Лебідь, П. Г. Левченко, П. Й. Мальований, Н. В. Михайленко, І. Н. Чернега.
Кавалери ордена Леніна: М. І. Груша, Є. З. Дишлюк, А. В. Забейда, М. В. Лук'янчук, Д. М. Макаренко, Г. І. Михайленко, П. Г. Салій, А. І. Чорнописький, Т. Г. Зайчук (двічі), М. П. Сидоров, Н. I. Гутенко.

### Левченки
Славною родиною села є родина Левченків. Старійшина роду — Левченко Панас Григорович (1904—1974) разом з дружиною Параскою Сергіївною та дітьми Віталієм, Вірою, Раїсою був направлений в село на посаду голови колгоспу в 1946 році. Під його керівництвом було досягнуто найбільших успіхів за радянської системи господарювання. Нагороджений званням Героя Соціалістичної Праці, орденом Леніна, орденом Трудового Червоного Прапора тощо. Його син Віталій Панасович (1933—2015) — вчений-агроном рільник. Все трудове життя працював на державній сортовипробувальній станції, багаторічний її директор. Дружина Віталія Панасовича — Ольга Онуфріївна (1939—2015) педагог, все життя пропрацювала вчителькою в Дзензелівській середній школі.

## Галерея

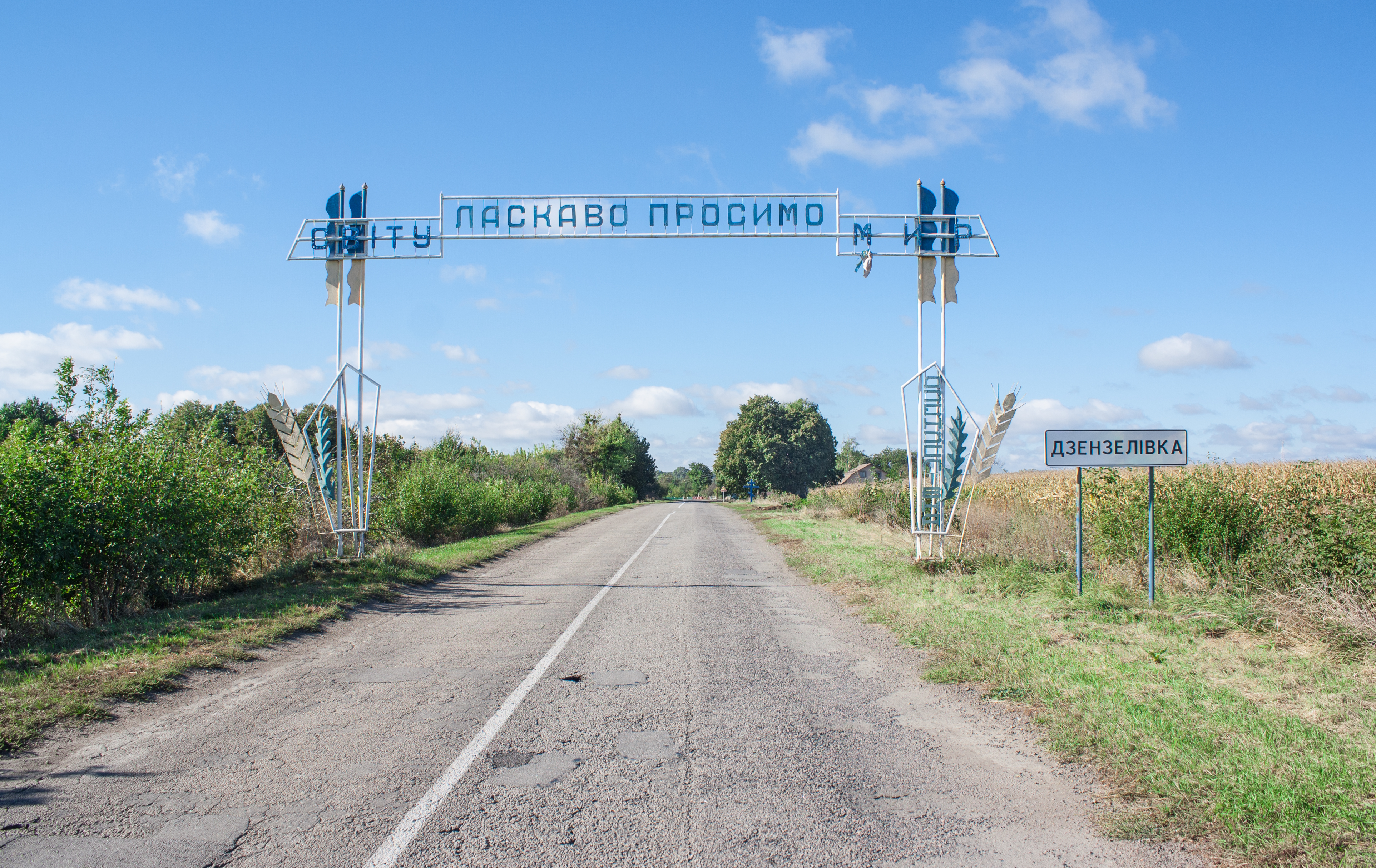
В'їзд у село зі сторони Маньківки
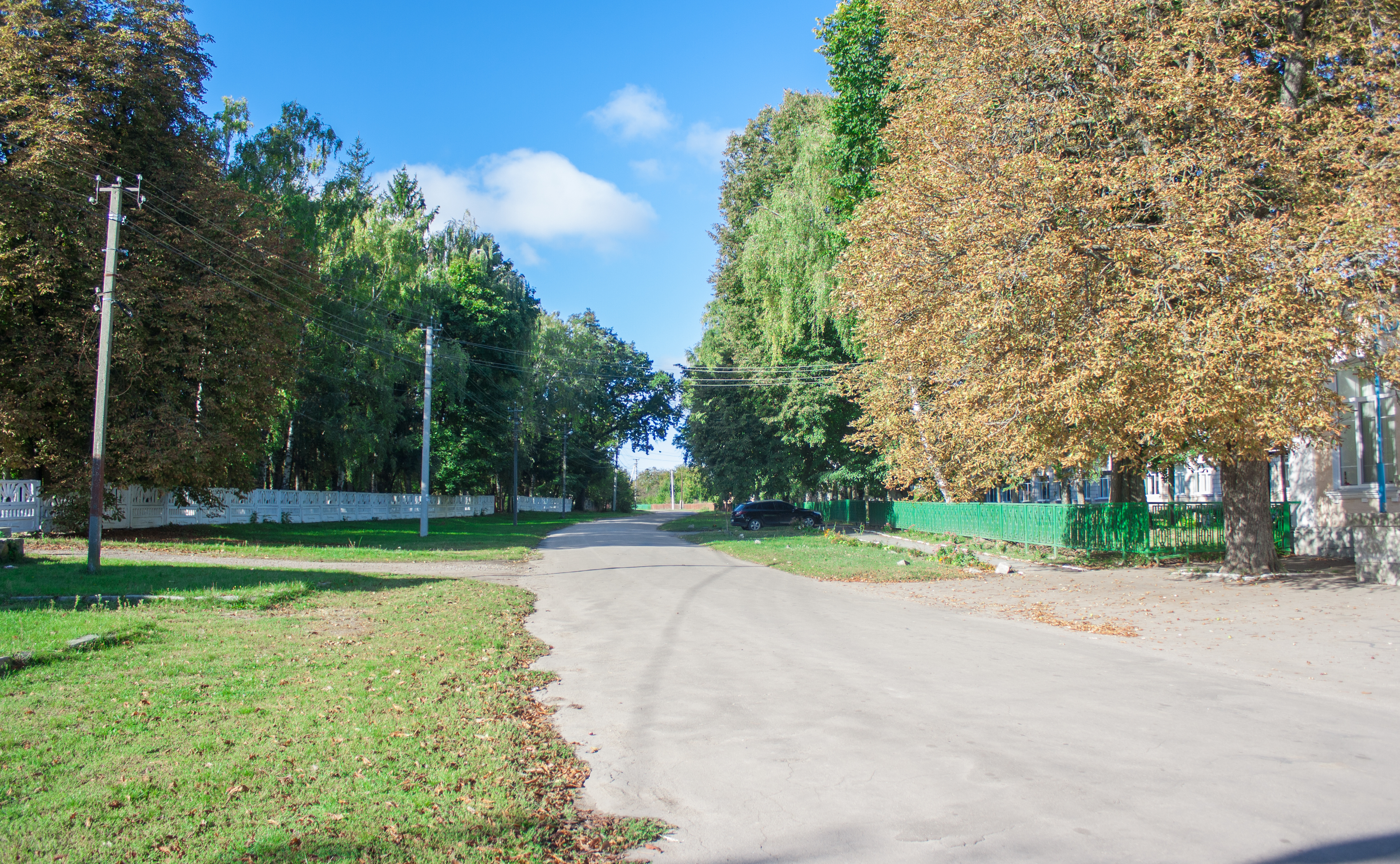
Вулиця Центральна
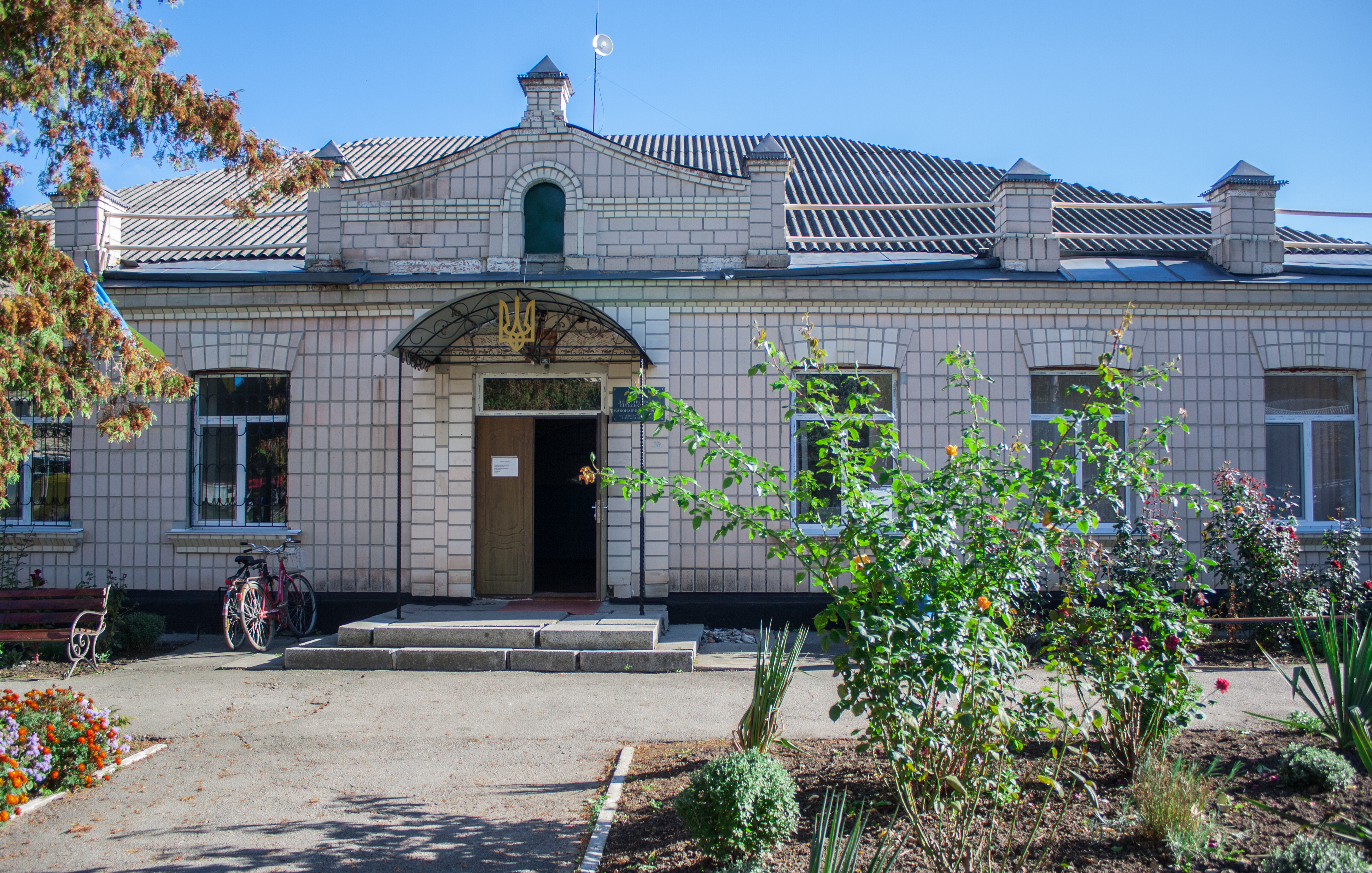
Сільська рада
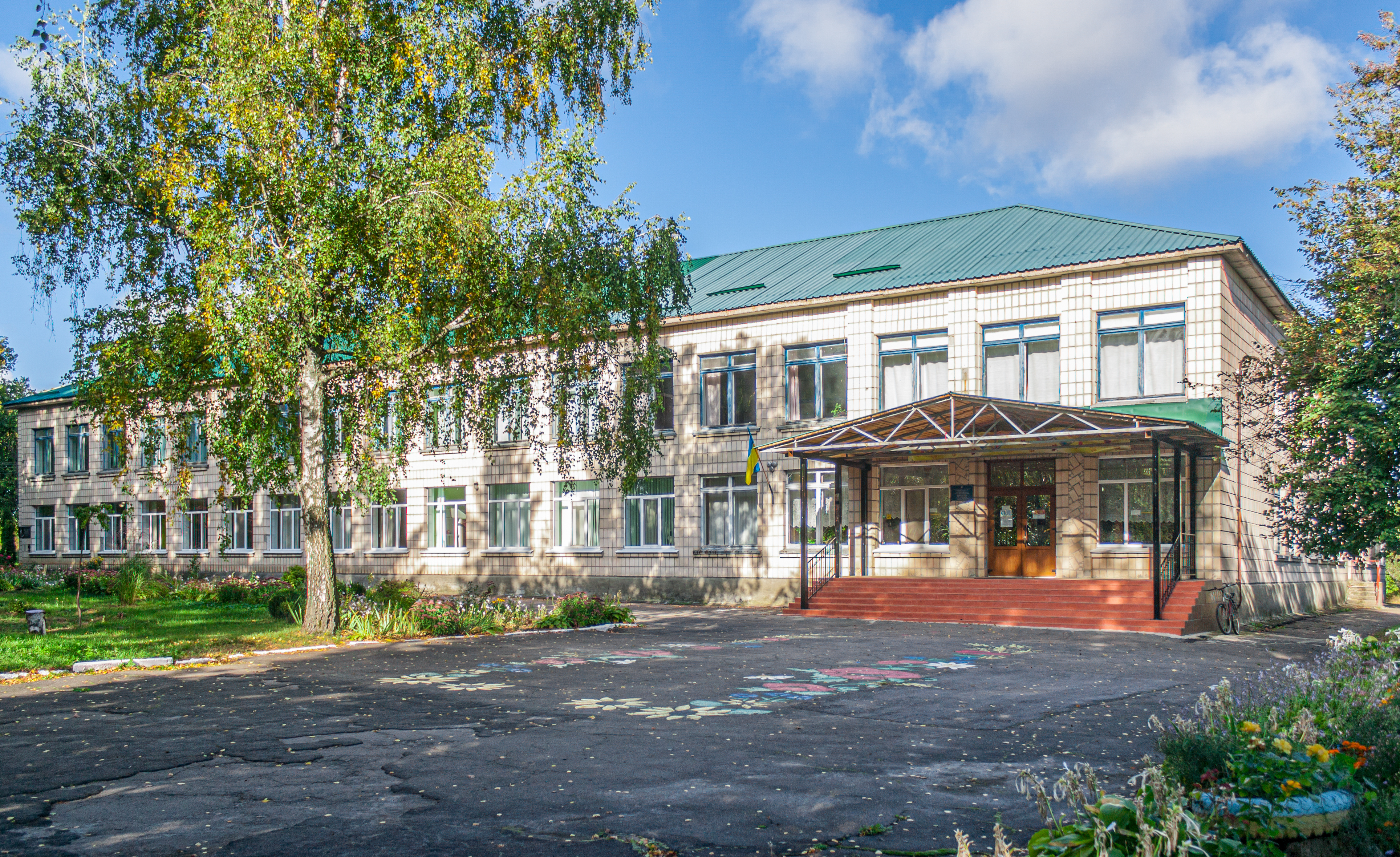
Школа
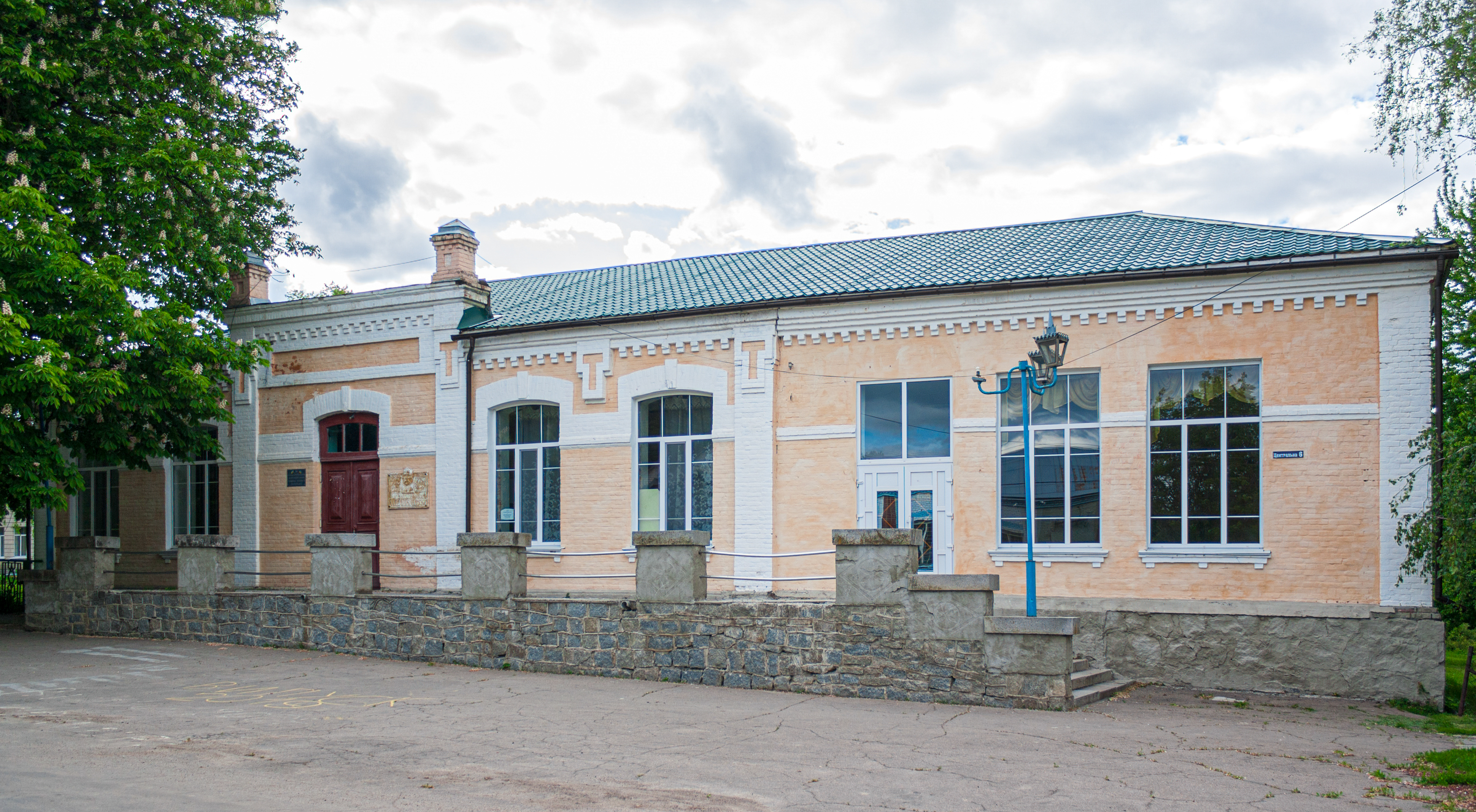
Будинок культури (колишнє приміщення кооперативного філіалу “Союз-Банку” 1905 р.)
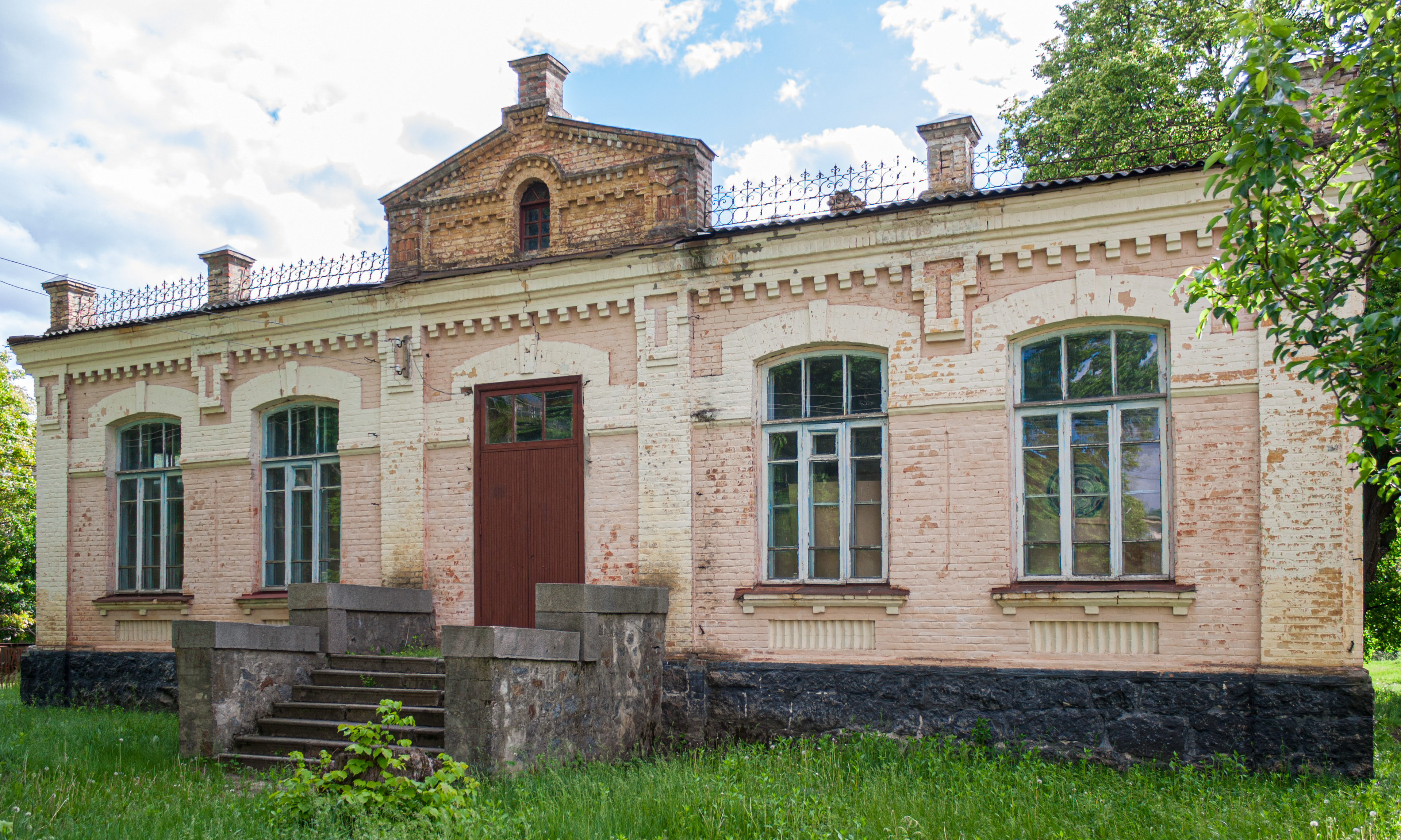
Районний краєзнавчий музей (колишня вища школа 1912 р.)
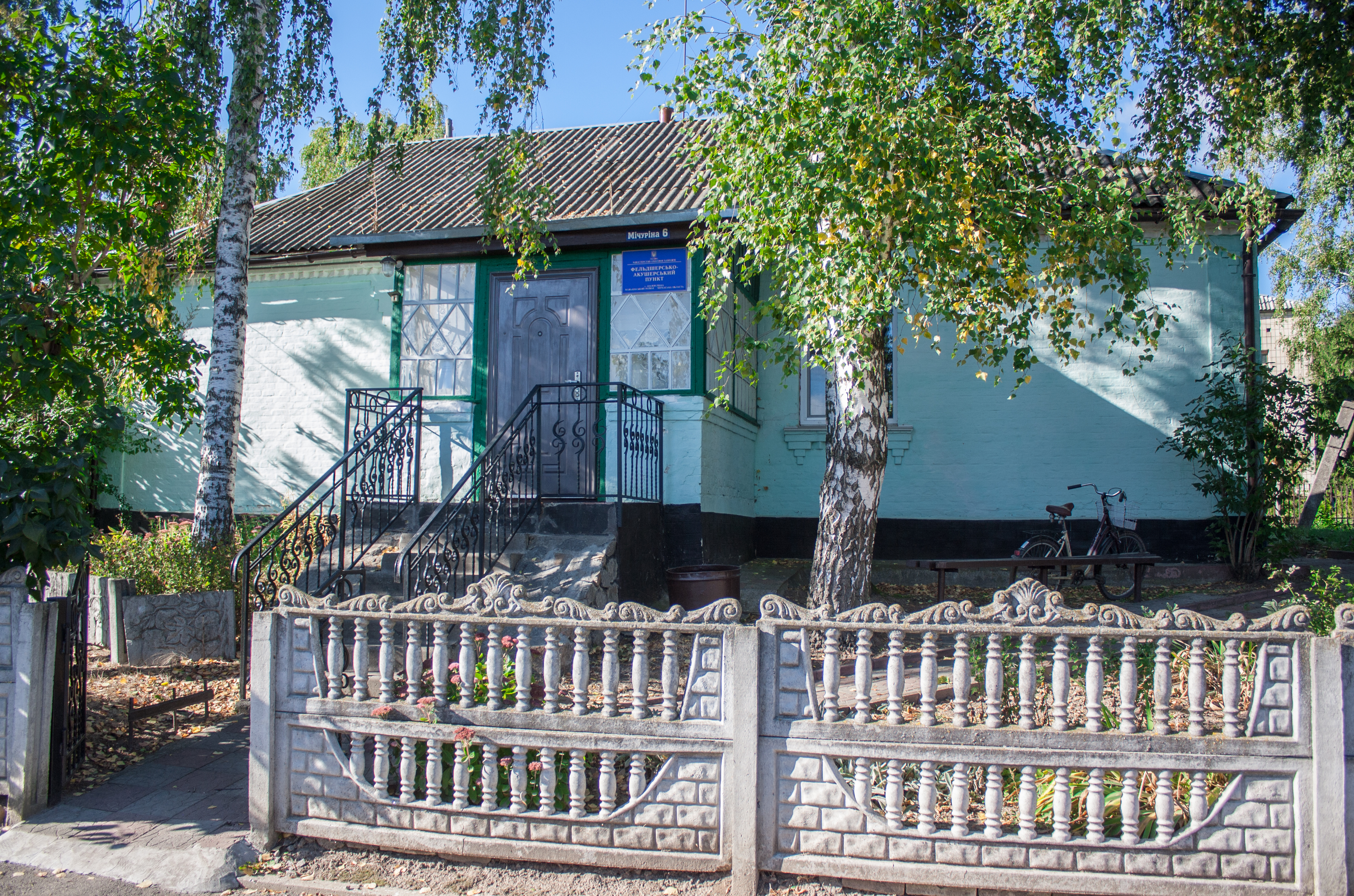
ФАП
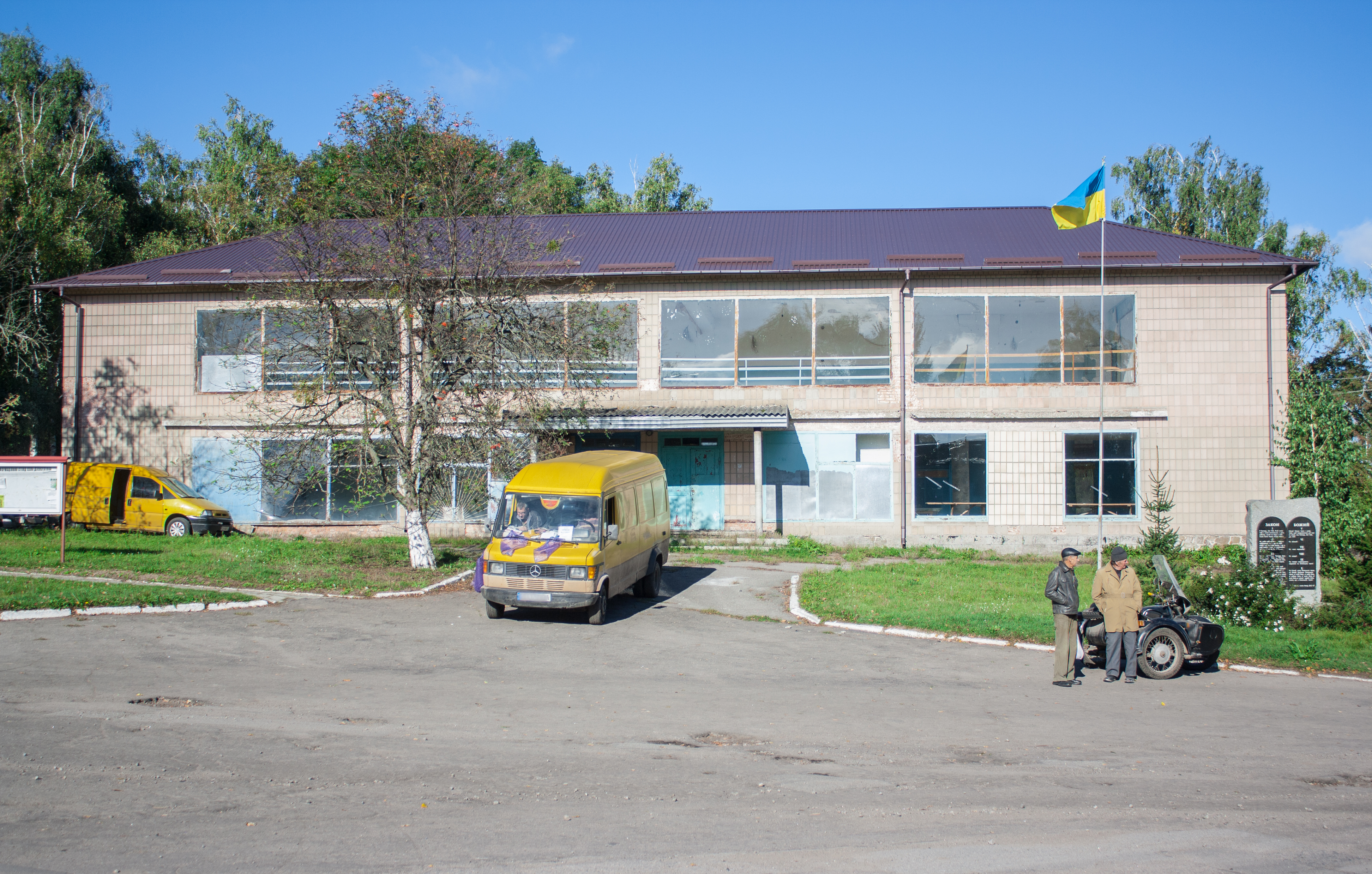
Колишній магазин
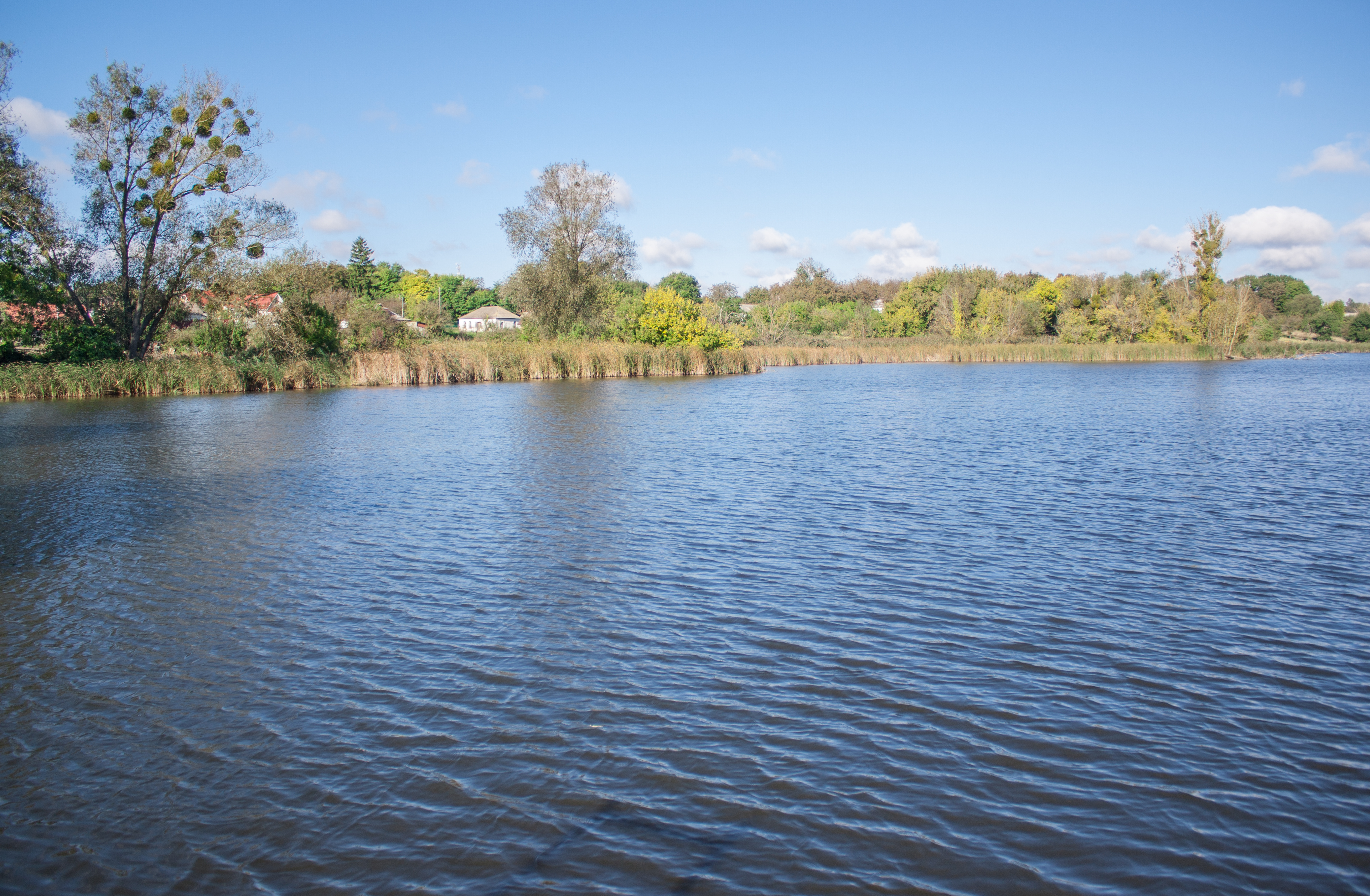
Ставок на річці Маньківка
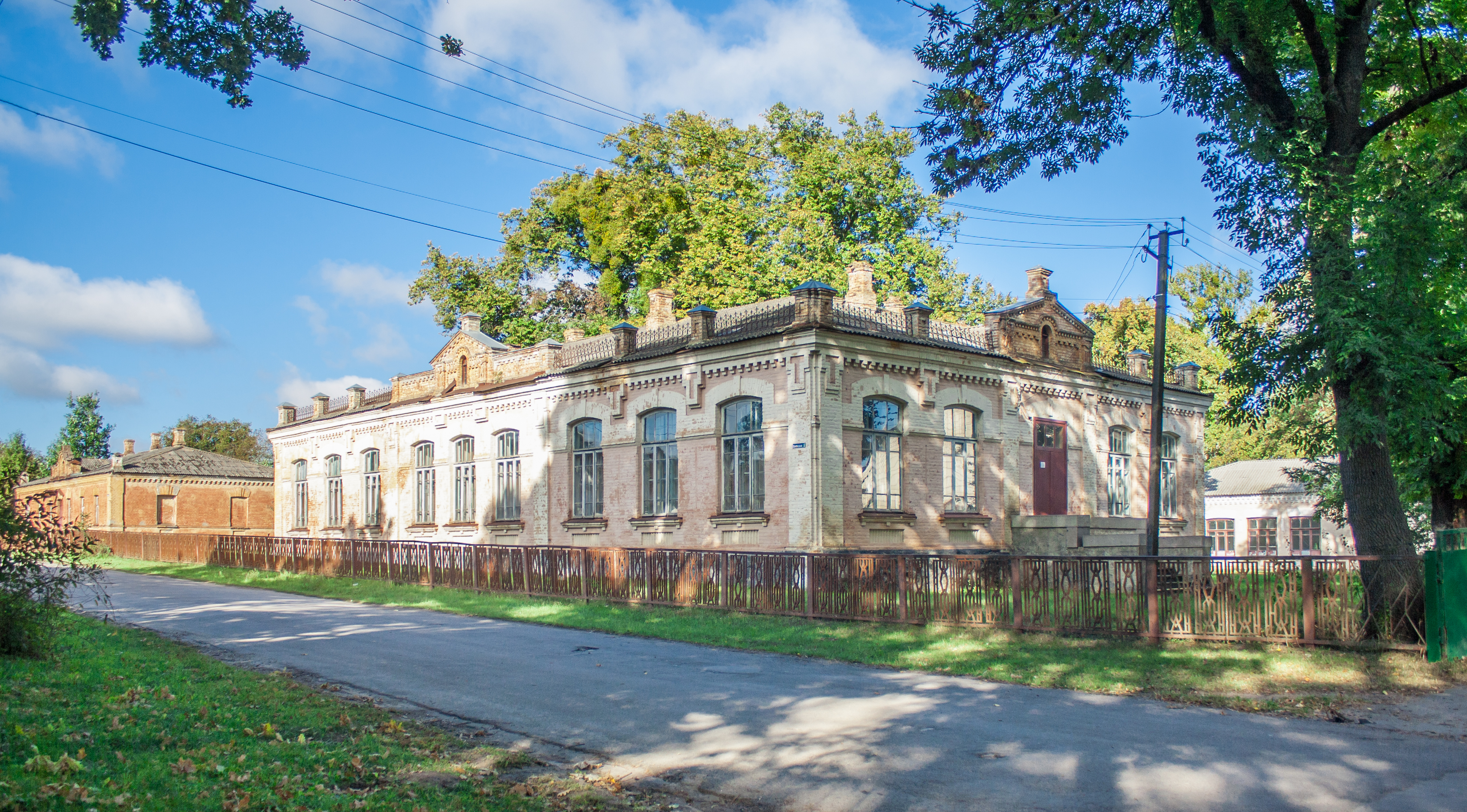
Колишній шкільний комплекс (1912 р.)
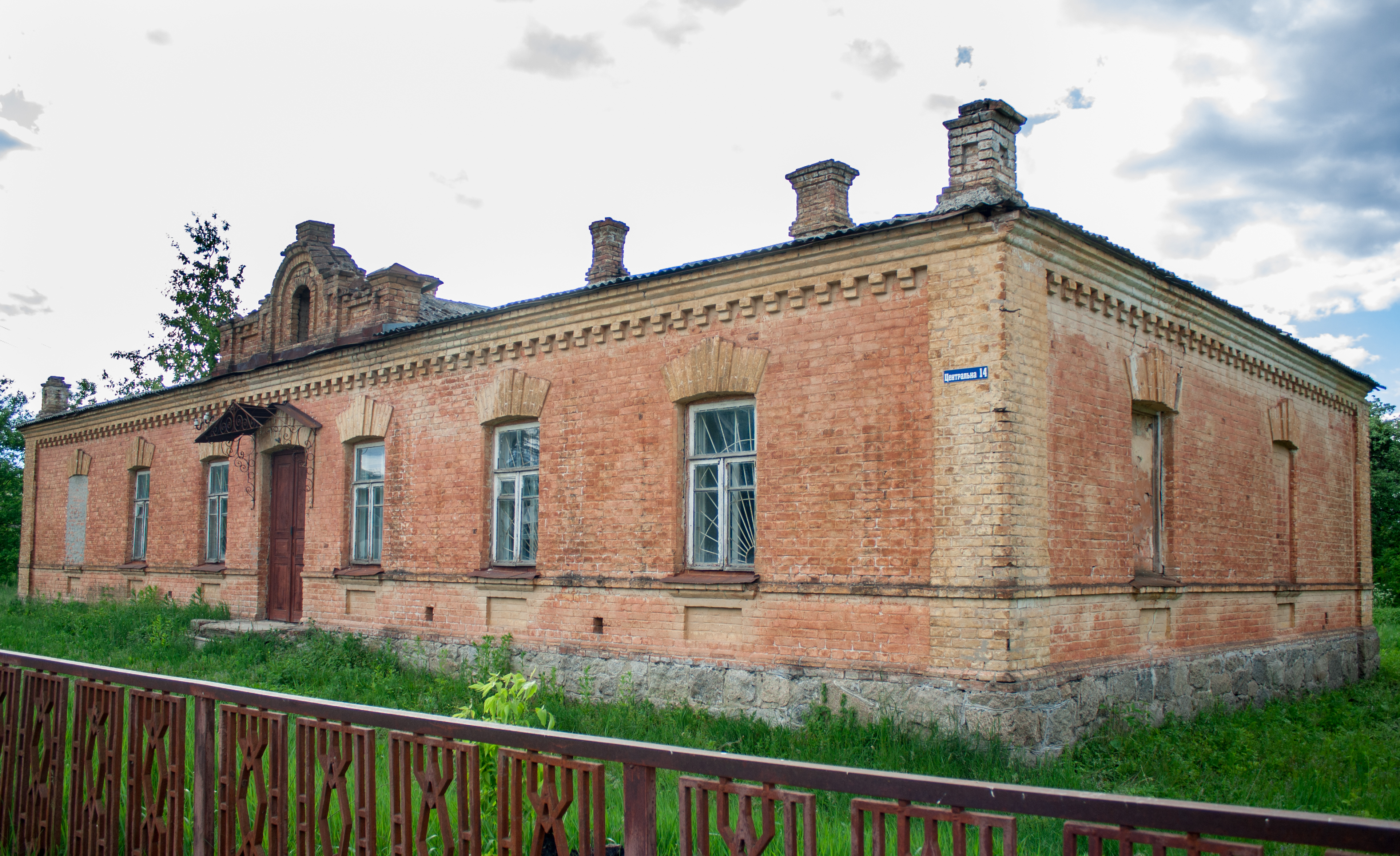
Директорський будинок (1912 р.)
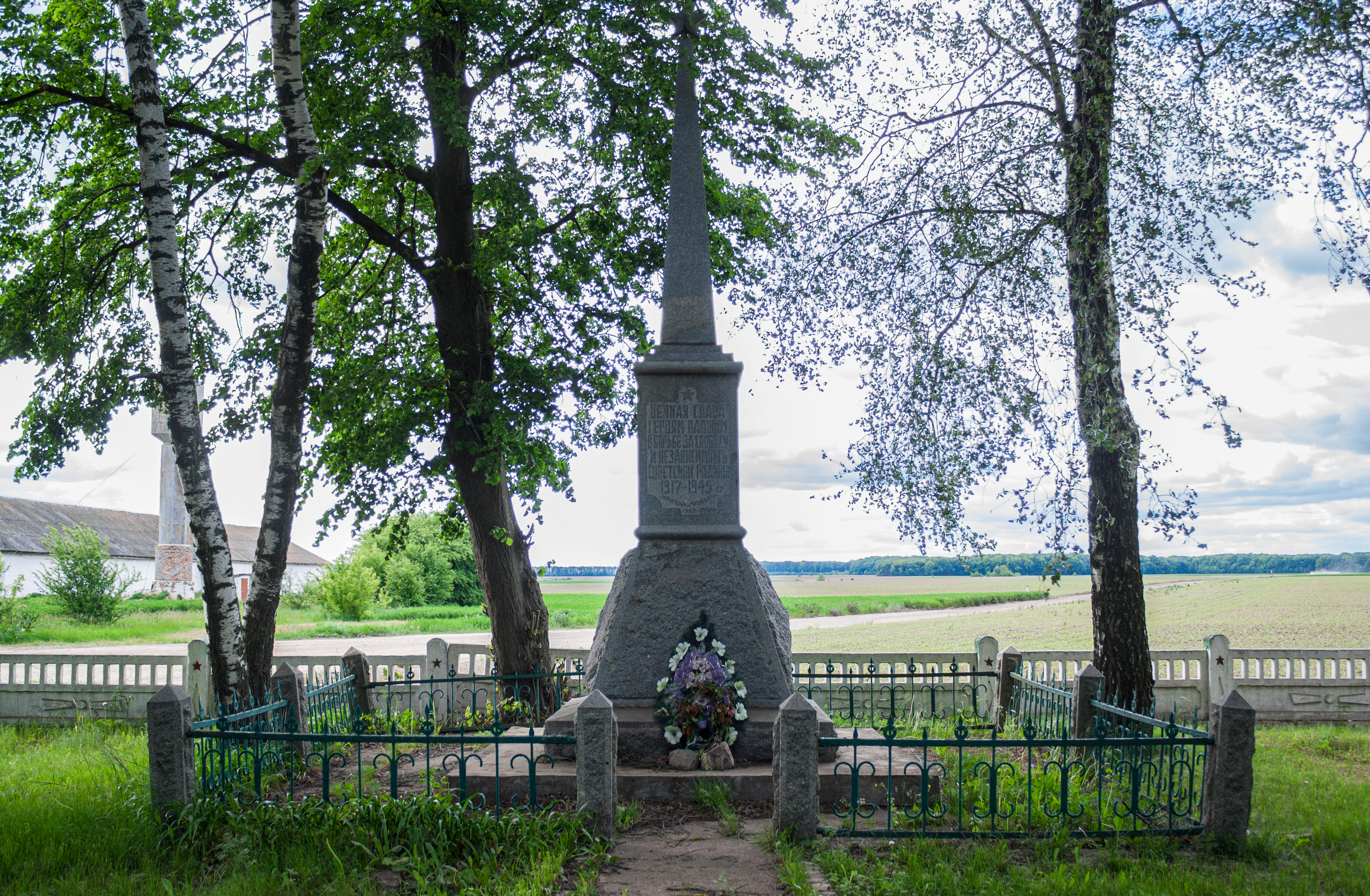
Пам'ятник воїнам-односельцям
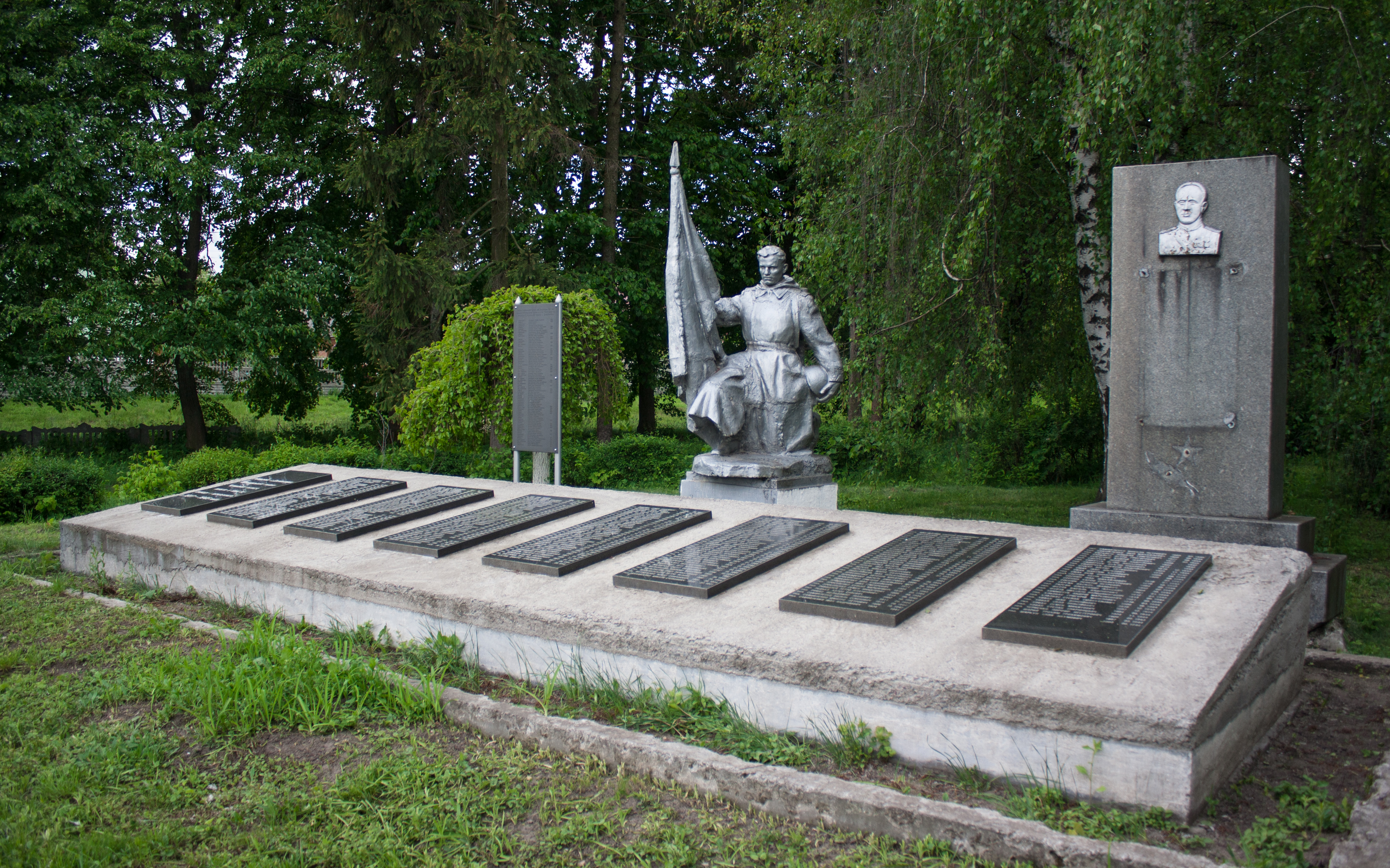
Братська могила радянських воїнів
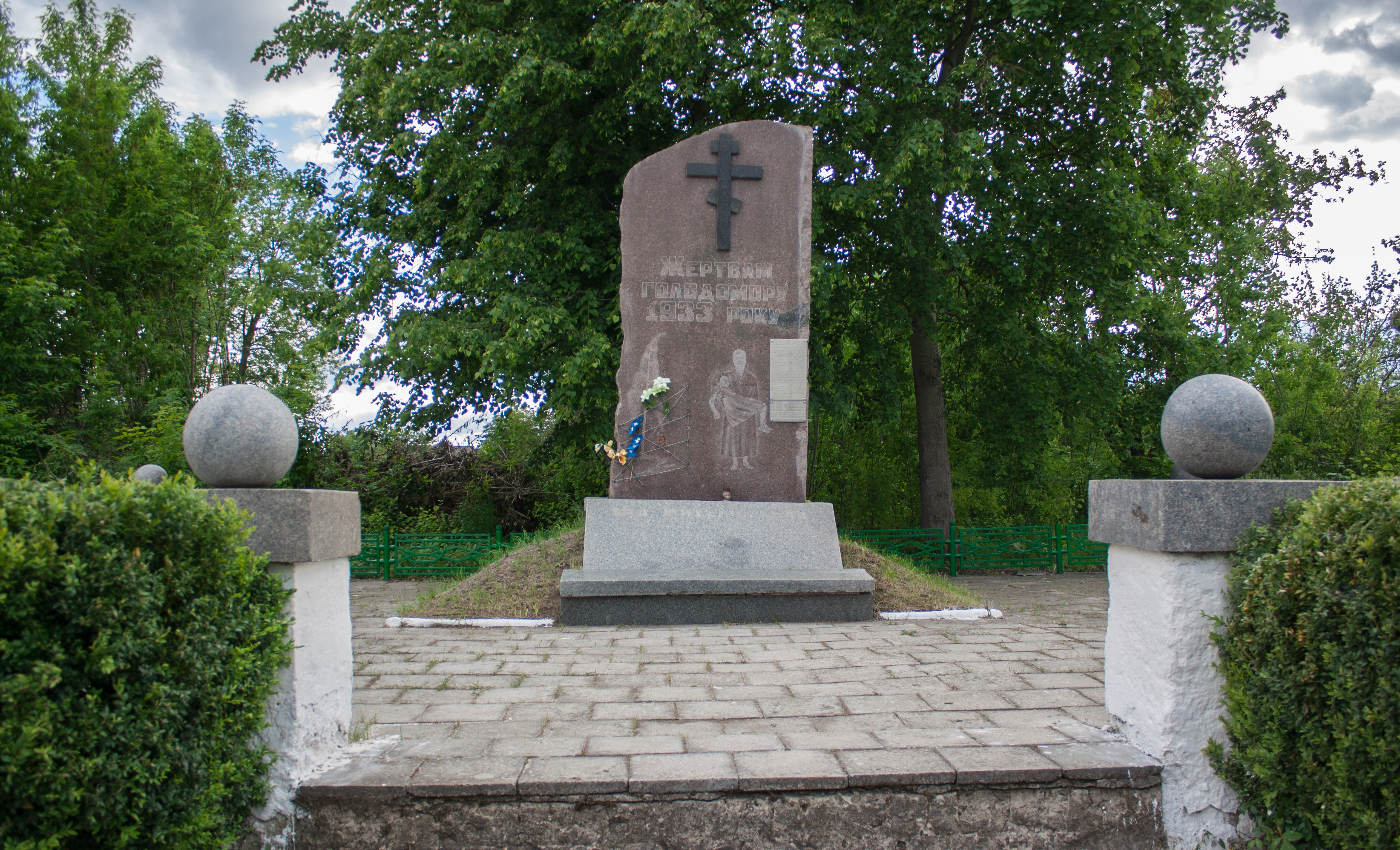
Пам’ятний знак жертвам Голодомору